# Говорка, Карел
Карел Говорка (чеш. Karel Hovůrka; 13 сентября 1914, Пршеров — 1 октября 1941, там же) — чехословацкий деятель Движения Сопротивления, парашютист.

## Биография
Родился в семье работника железнодорожной станции Яна Говурки. Потерял рано отца, отчимом был Й. Тихачек. Окончив школу, устроился работать на водокачку. Состоял в Рабочем гимнастическом союзе, а также был членом социал-демократической молодёжной организации. После оккупации Чехословакии немцам с братом Яном бежал в Польшу 29 июня 1939, где встретился с Людвиком Свободой. После присоединения Западной Украины и Западной Белоруссии Карел оказался на территории СССР. В специальной школе НКВД он прошёл курс бойца специального назначения и возглавил группу из девяти парашютистов-диверсантов.
После начала Великой Отечественной войны его группа совершила высадку 31 августа 1941 в пригороде Варшавы. Шести парашютистам (в том числе и Говорке) необходимо было выбраться в Моравию и установить там контакт с организацией Сопротивления «Мы остаёмся верными», базировавшейся в Центральной Моравии. Однако десантников сдал гестаповцам один из парашютистов, Фердинанд Чиханек. В Пршерове на парашютистов объявили облаву. 1 октября 1941 Карел в 7 часов утра после одной из перестрелок застрелился, чтобы не попасть в плен живьём.
Посмертно он был награждён Чехословацким Военным крестом 1939 года.